# Friedrich Bloch (Politiker)
Friedrich Bloch (* 21. Januar 1904 in Ballenstedt; † 10. April 1996 in Berlin-Wilmersdorf) war ein deutscher Kommunalpolitiker und Oberbürgermeister der Stadt Gera von 1945 bis 1948.

## Leben
Blochs Vater Kurt Bloch war ein gebürtiger Jude, der als Schüler christlich getauft worden war. Er war Beamter, Steuerrat und ab 1912 Landtagsabgeordneter im kleinen Fürstentum Reuß jüngerer Linie; 1915 fiel er an der Ostfront des Ersten Weltkriegs. Friedrich Bloch war das älteste von drei Kindern. Er schloss in Gera das Gymnasium Rutheneum ab und studierte von 1922 bis 1925 an der Universität Jena Rechtswissenschaften und Volkswirtschaftslehre. Sein Studium finanzierte er unter anderem mit Tätigkeiten als Bauarbeiter und Bankangestellter. Nach dem Studium war er von 1925 bis 1929 als Referendar am Gericht in Gera beschäftigt, gleichzeitig arbeitete er für die Geraer Stadtverwaltung und für einen Rechtsanwalt. Am 31. Januar 1930 legte er sein Assessorexamen ab; im Sommer 1930 wurde er mit einer Arbeit über die Gewerbesteuer auf freie Berufe promoviert. Anschließend arbeitete er für die Reichsfinanzverwaltung; zunächst in Thüringen (Greiz), später in Mannheim.
Nach der Machtergreifung der Nationalsozialisten wurde seine Berufsausübung wegen seiner jüdischen Abstammung zunehmend schwieriger. Vom Gesetz zur Wiederherstellung des Berufsbeamtentums war er als Sohn eines Kriegsgefallenen zunächst nicht betroffen; zum 31. Dezember 1937 wurde er jedoch nach dem Reichsbürgergesetz endgültig aus dem Staatsdienst entlassen. Daraufhin arbeitete er ab 1938 bei einem Wirtschaftstreuhänder in Frankfurt am Main sowie in einem Steuerbüro in Mannheim und Heidelberg. 1944 wurde er mit seiner Familie in Heidelberg ausgebombt.
Nach Kriegsende wurde Bloch am 10. Juli 1945 Landgerichtsdirektor in Gera. Am 22. Oktober 1945, nach der Ernennung Rudolf Pauls zum Thüringer Landespräsidenten, wurde er als Oberbürgermeister eingesetzt. Die Ernennung eines Nachfolgers für Paul brachte Diskrepanzen zwischen der Sowjetischen Militäradministration in Thüringen (SMA) und den zuständigen lokalen Stellen mit sich. Die SMA hatte vor der Ernennung Blochs einen Dr. Hübner als Oberbürgermeister eingesetzt. Im August 1946 richteten Bürgermeister Fritz Giessner und der Geraer Ortsverband der mittlerweile gegründeten SED an Landespräsident Paul eine Eingabe gegen die Einsetzung von Leopold Dietz (SED) als Oberbürgermeister durch die SMA.
Die Amtszeit Blochs war neben dem Wiederaufbau der Nachkriegsjahre und dem zunehmenden Einfluss der Kommunisten auch durch die Problematik der zahlreichen Vertriebenen und Flüchtlinge geprägt, die die Einwohnerzahl der Stadt im November 1946 bereits kurzzeitig über 100.000 steigen ließen. Am 8. September 1948 erklärte Bloch seinen Rücktritt, da er zum Präsidenten des Geraer Landesgerichtes ernannt wurde. Ab 1949 lebte er in Jena; 1950 ging er in die Bundesrepublik.